# Rzęsek skąporzęsy

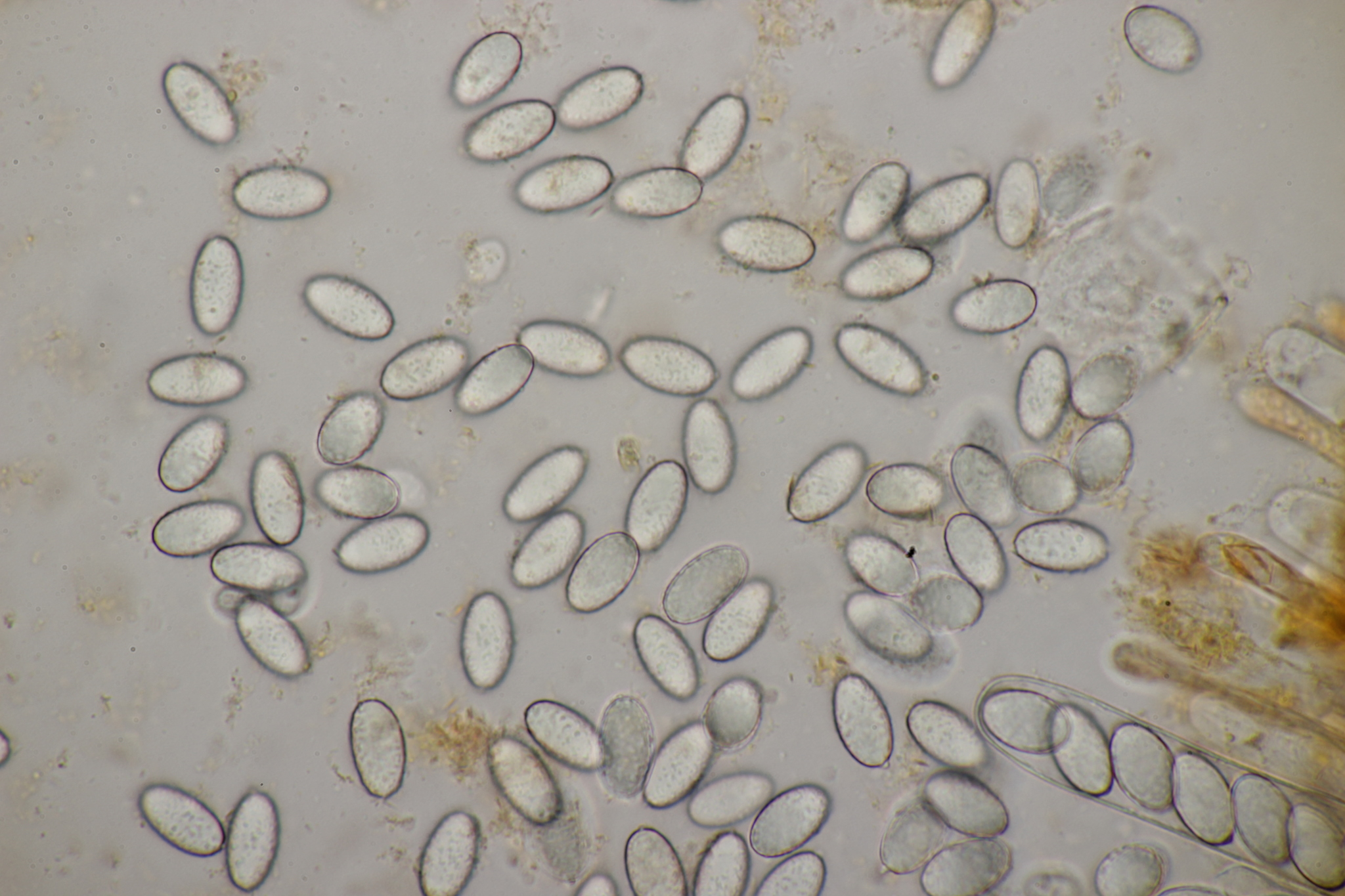
Zarodniki

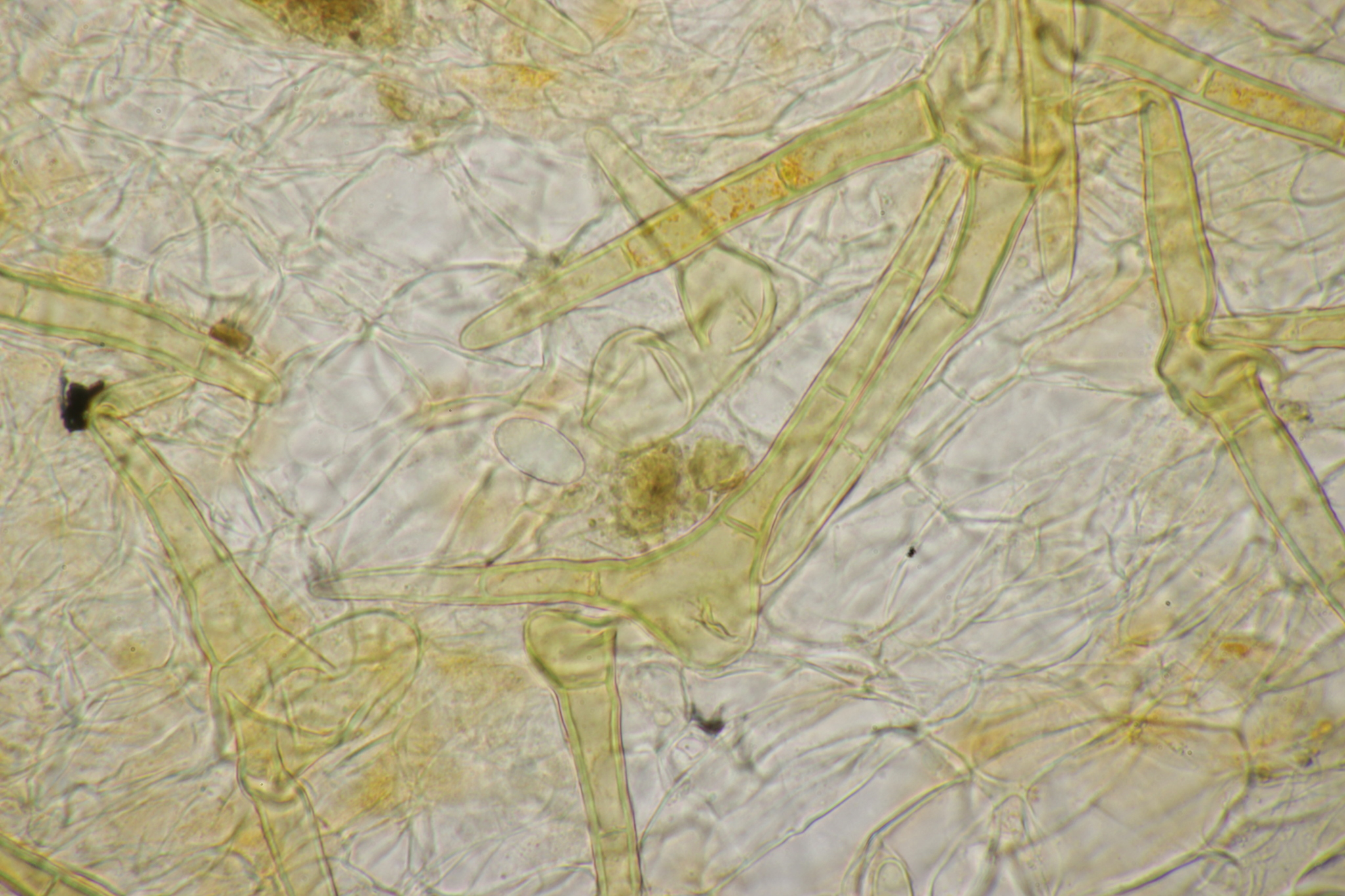
Włoski

Rzęsek skąporzęsy (Cheilymenia crucipila (Cooke & W. Phillips) Le Gal ex Denison) – gatunek grzybów z rodziny Pyronemataceae.

## Systematyka
Pozycja w klasyfikacji według Index Fungorum:  Chaeilymenia, Pyronemataceae, Pezizales, Pezizomycetidae, Pezizomycetes, Pezizomycotina, Ascomycota, Fungi.
Po raz pierwszy opisał go w 1876 r. Mordecai Cubitt Cooke i William Phillips, nadając mu nazwę Peziza crucipila. Obecną, uznaną przez Index Fungorum nazwę, nadali mu Marcelle Louise Fernande Le Gal i William Clark Denison w 1964 r. Niektóre inne synonimy:
- Humaria crucipila (Cooke & W. Phillips) Kanouse 1948
- Patella crucipila (Cooke & W. Phillips) Seaver 1928
- Scutellinia crucipila (Cooke & W. Phillips) J. Moravec 1984

W 2024 r. Komisja ds. Polskiego Nazewnictwa Grzybów przy Polskim Towarzystwie Mykologicznym zarekomendowała polską nazwę rzęsek skąporzęsy.

## Morfologia
Owocniki
Typu apotecjum (miseczka) bez trzonu, o średnicy 1–4 mm, początkowo miseczkowate, potem krążkowate. Hymenium żółtopomarańczowe, brzeg pokryty krótkimi żółtawymi lub jasnobrązowymi włoskami.
Cechy mikroskopowe
Zewnętrzna część ekscypulum (ectal excipulum) zbudowana z komórek o kształcie od kulistego do wielokątnego i średnicy 30–50 µm. Włoski krótkie, do 300–450 µm, z 1–4 przegrodami z rozwidloną podstawą; jednak występują także włoski gwiaździste z 2-5 rozbieżnymi ramionami o długości 70-200 µm i szerokości 5-10 µm, najgrubsze u podstawy. Worki 180-250 × 15-17 µm, cylindryczne, z długą, stopniowo zwężającą się podstawą. Askospory eliptyczne z wieloma gutulami, 16,6 × 9,6 µm, o ornamentacji złożonej z małych, nieregularnych brodawek. Wstawki proste, o szerokości około 3 µm, z przegrodami, rozgałęzione u podstawy.

## Występowanie i siedlisko
Cheilymenia crucipila występuje w Ameryce Północnej i Europie. W Polsce M.A. Chmiel w 2006 r. przytoczyła 5 stanowisk, w późniejszych latach podano następne (pod nazwą Scutellinia crucipila). Aktualne stanowiska podaje także internetowy atlas grzybów. Znajduje się w nim na liście gatunków zagrożonych i wartych objęcia ochroną.
Grzyb koprofilny występujący na odchodach zwierząt roślinożernych, ale także na ziemi.